# NGC 2641
NGC 2641 is een lensvormig sterrenstelsel in het sterrenbeeld Grote Beer. Het hemelobject werd op 30 september 1802 ontdekt door de Duits-Britse astronoom William Herschel.

## Synoniemen
- UGC 4577
- MCG 12-9-12
- ZWG 331.65
- ZWG 332.12
- NPM1G +73.0042
- PGC 24722